# António Soares dos Reis
Pour les articles homonymes, voir Soares dos Reis.
António Soares dos Reis, né le 14 octobre 1847 à Mafamude (pt) dans la municipalité de Vila Nova de Gaia (district de Porto) et mort le 16 février 1889 à Vila Nova de Gaia, est un sculpteur portugais.

## Biographie
Il est élève de l'école des beaux-arts de Porto jusqu'en 1866. De 1867 à 1870, il vit à Paris avant de s'établir à Rome vers 1872. Il revient vers 1880 à Porto. Il se suicide en 1889.

## Hommages
- Une école d'art porte son nom : l'école d'art Soares dos Reis (pt).
- Un musée à Porto porte son nom : le musée national Soares dos Reis Voir aussi sa maison, qu'il a léguée à la ville de Gaia et qui est d'une richesse incroyable : les œuvres du sculpteur, mais aussi des collections d'art car Antonio Soares était un collectionner, peinture , céramiques et art populaire : santons, éventails, et surtout, grand nombre de ses œuvres sont exposées.

## Galerie

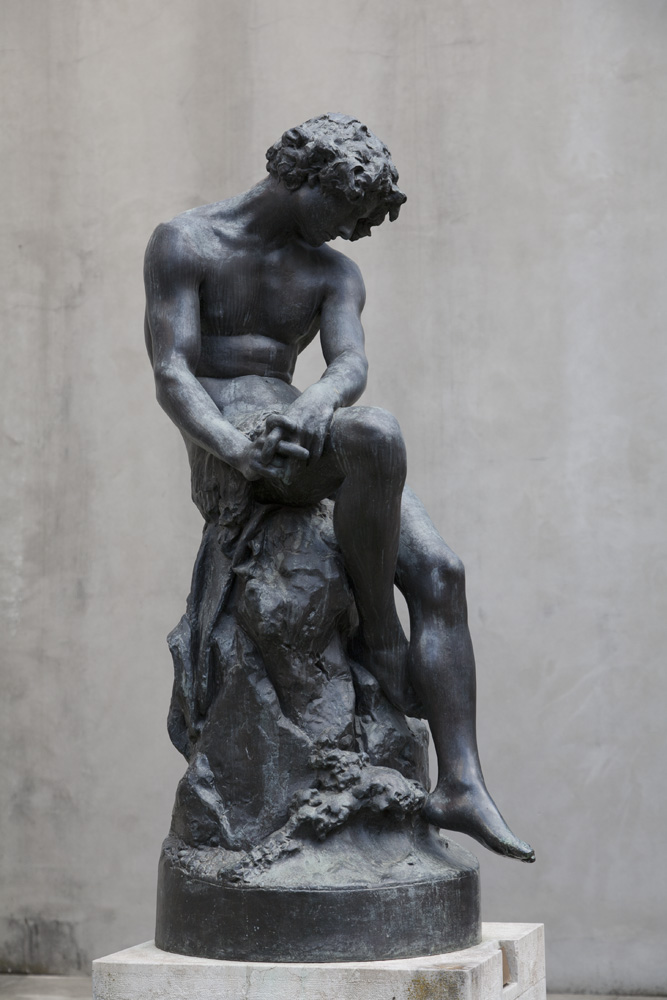
Le banni, 1872, bronze, Musée du Chiado.
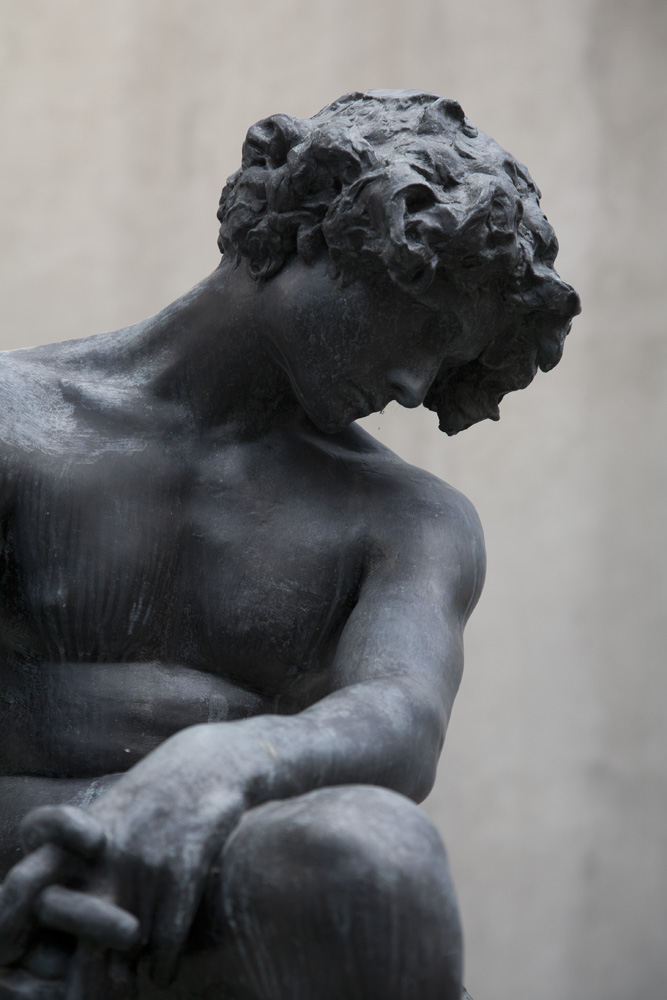
Le banni, 1872, bronze.
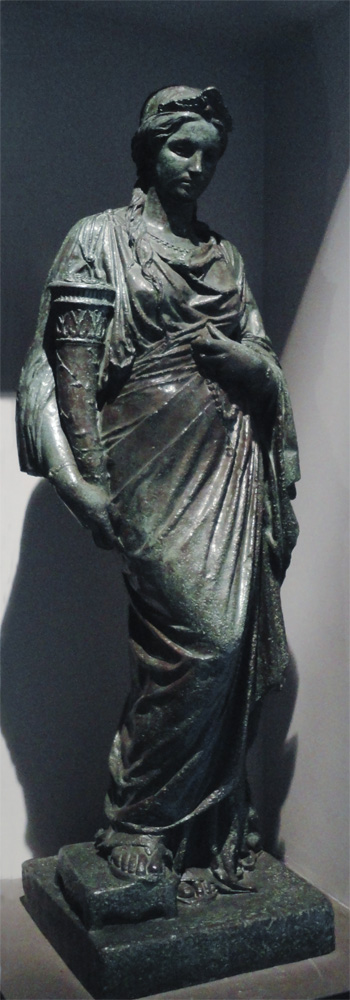
La riche, 1877, bronze, Musée du Chiado.
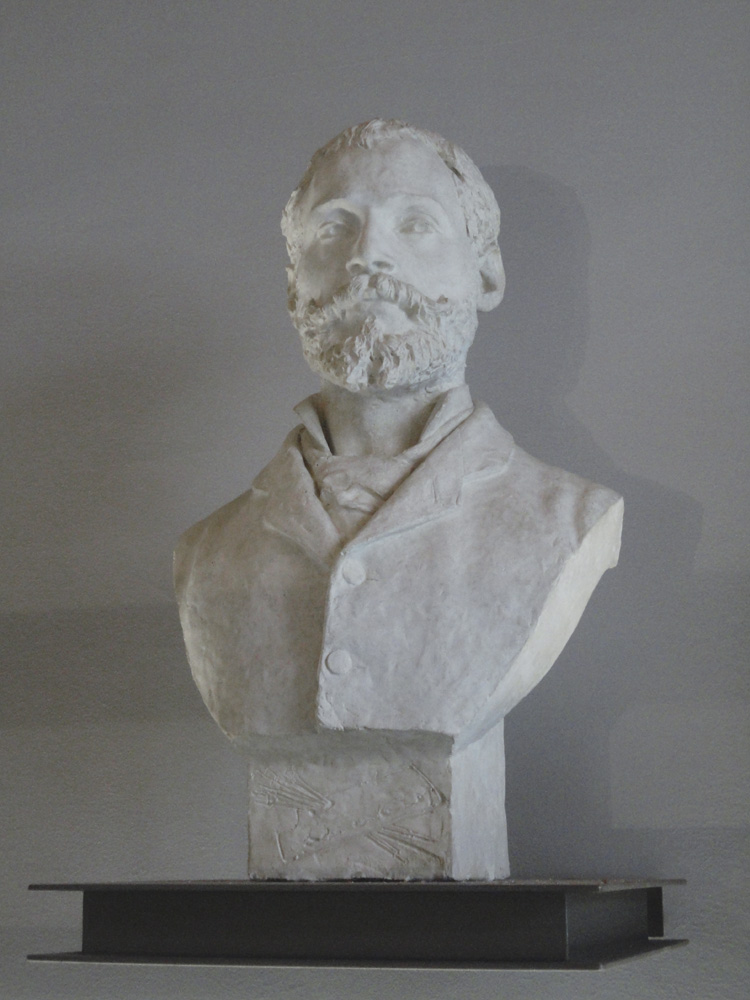
Le peintre João Marques de Oliveira, 1881, plâtre patiné, Musée du Chiado.
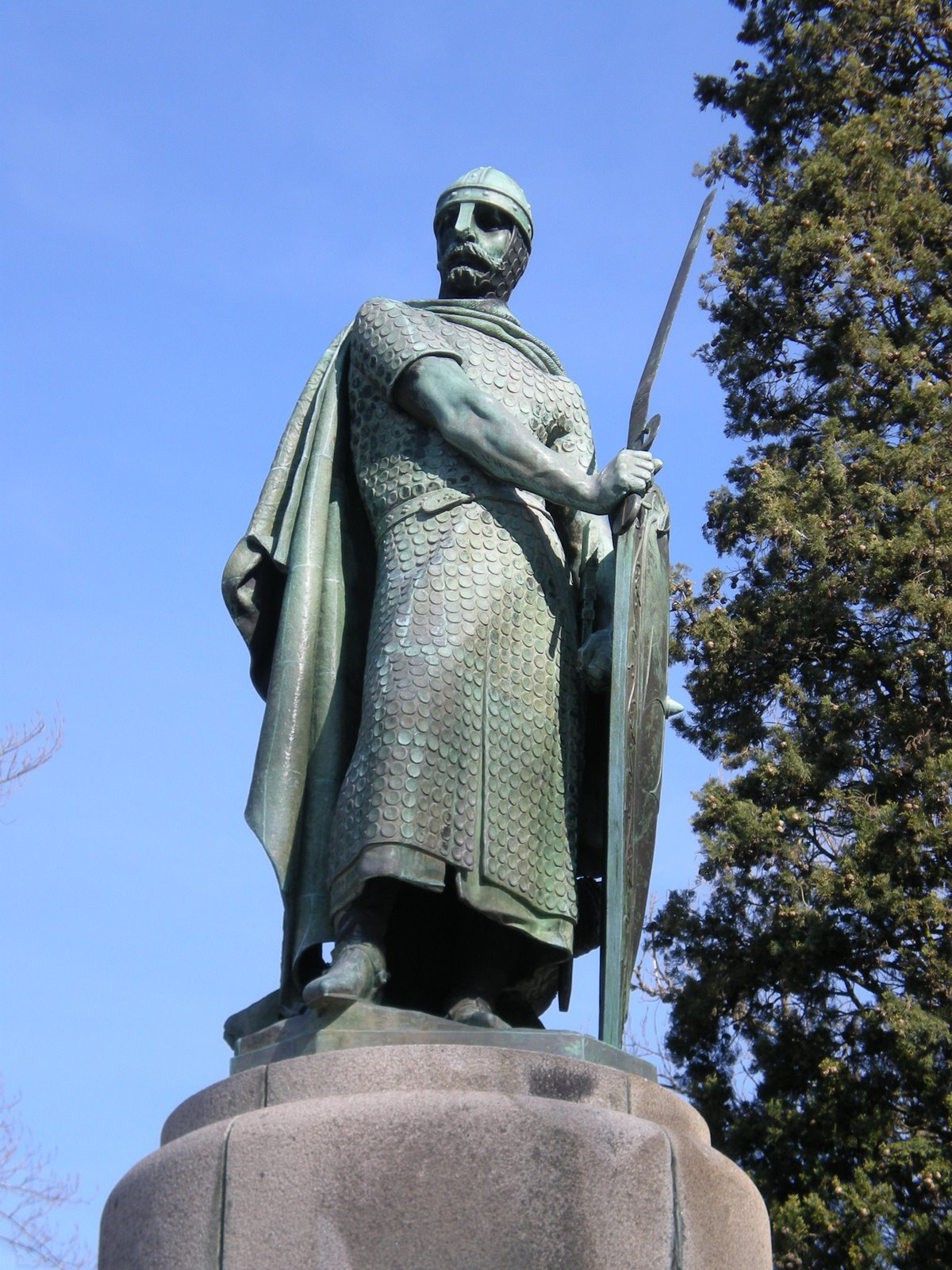
Monument à D. Afonso Henriques, bronze, Guimarães.
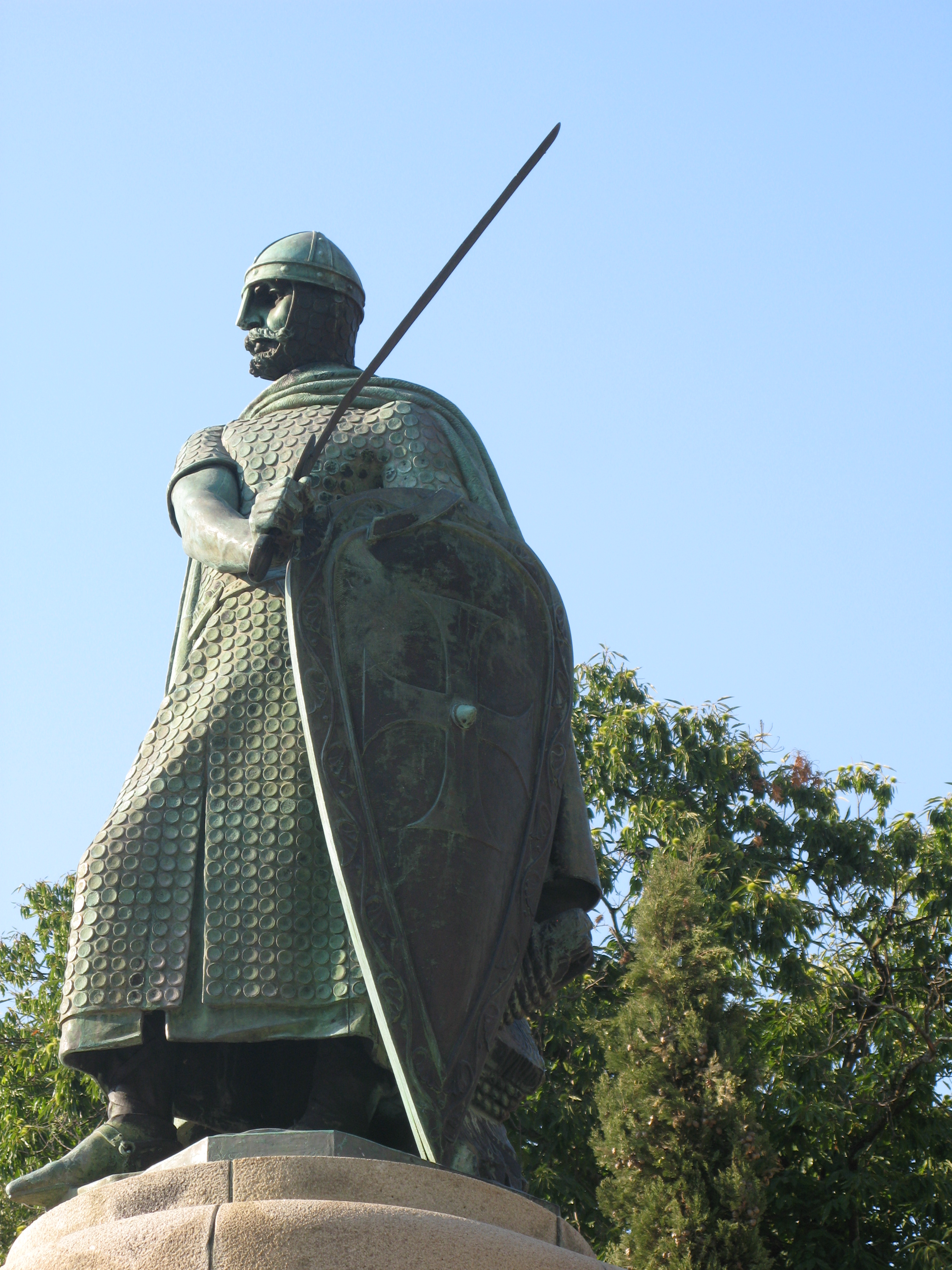
Monument à D. Afonso Henriques.